# Klimno
Klimno, čokavski Kivno (naglasak na "o"), je naselje u uvali Soline na otoku Krku, Hrvatska.

## Smještaj
Administrativno, Klimno se nalazi u općini Dobrinj.
Klimno je naselje i lučica na sjevernom dijelu otoka Krka, na južnoj obali uvale Soline i najveće je naselje na obalama te uvale.
Cestom je povezano sa susjednim selom Soline (udaljeno oko 1 km) i općinskim središtem Dobrinjom (oko 6 km).
Klimno je prirodno dobro zaštićeno od utjecaja bure i juga.

## Stanovništvo
U naselju živi 115 stanovnika (popis 2001. g.). To je najveći broj stanovnika u povijesti toga mjesta. Time je Klimno, uz Šilo, po broju stanovnika iznimka među svim dobrinjskim selima jer su sva ta sela najviše žitelja imala u prvoj polovini 20. st. Razlog tomu je činjenica što je broj stanovnika Klimna rastao do iza Drugog svjetskog rata, a tada nije došlo do velikog pada kao kod ostalih naselja, nego samo do stagnacije. Izlaskom otoka iz prometne izolacije oko 1980. g. izgradnjom Krčkog mosta i Zračne luke Rijeka, broj stanovnika na otoku je počeo rasti pa je Klimno popisom iz 2001. g. prešlo broj od 104 stanovnika iz 1948. godine.   
| broj stanovnika |       |       | 61    | 75    | 85    | 70    | 103   | 91    | 104   | 97    | 93    | 87    | 98    | 100   | 115   | 116   | 130   |
|                 | 1857. | 1869. | 1880. | 1890. | 1900. | 1910. | 1921. | 1931. | 1948. | 1953. | 1961. | 1971. | 1981. | 1991. | 2001. | 2011. | 2021. |

## Plovidba
Na rivi stoji svjetionik, koji emitira svjetlosni signal: R Bl 2s. Nazivni domet svjetionika je 3 milje. Ispred Klimna je označena hrid Mali Školjić.

## Gospodarstvo
U Klimnu radi nekoliko turističko-ugostiteljskih objekata (kafići, restorani), bankomat, veći broj apartmana, manja marina. Najznačajnija gospodarska grana je turizam. U mjestu je i malo brodogradilište još od 1883. g.

## Kultura i znamenitosti
U Klimnu se nalazi jednobrodna crkva sv. Klementa, u povijesnim izvorima prvi put se spominje 1381. godine, po kojoj je selo i dobilo naziv. Obnavljana je 1823. g. i 1926. g.

## Galerija
- Klimno, pogled s mora.
- Klimno zimi.

## Vanjske poveznice
- O Klimnu na stranicama klimno.net  Arhivirana inačica izvorne stranice od 28. rujna 2009. (Wayback Machine)
- službene stranice općine Dobrinj
- Službene stranice Turističke zajednice Općine Dobrinj  Arhivirana inačica izvorne stranice od 26. srpnja 2010. (Wayback Machine)